# Tvättstugutjärnen
Tvättstugutjärnen är en sjö i Jokkmokks kommun i Lappland och ingår i Piteälvens huvudavrinningsområde.